# Ville-en-Selve
Ville-en-Selve település Franciaországban, Marne megyében. Lakosainak száma 296 fő (2022. január 1.). Ville-en-Selve Ludes, Chigny-les-Roses, Fontaine-sur-Ay, Germaine és Val-de-Livre községekkel határos.

## Népesség
A település népessége az elmúlt években az alábbi módon változott:
| Lakosok száma | 109  | 303  | 262  | 287  | 263  | 271  | 279  | 281  | 287  | 296  |
|               | 1968 | 1982 | 1990 | 2006 | 2013 | 2015 | 2017 | 2019 | 2020 | 2022 |